# Руденка (Березинський район)
Руденка (біл. вёска Рудзенка) — село в складі Березинського району Мінської області, Білорусь. Село підпорядковане Капланецькій сільській раді, розташоване в східній частині області.